# Vincenza Gerosa
Caterina Gerosa (en français Catherine Gerosa), en religion Vincenza Gerosa (Vincente Gerosa), née en 1784, morte en 1847, est une religieuse italienne, cofondatrice avec Bartolomée Capitanio de la congrégation des Sœurs de la charité de Marie Enfant. Elle est proclamée sainte par le pape Pie XII en 1950.

## Biographie
Caterina Gerosa est née le 29 octobre 1784 à Lovere, dans le nord de l'Italie. Ses parents sont décédés très tôt. Elle s'engagea dans les soins aux malades et l'aide aux pauvres. Après la mort de son oncle, elle hérita d'une maison et d'un terrain qu'elle transforma en hôpital avec l'aide d'une amie, Bartholomée Capitanio. L'hôpital a ouvert ses portes le 1er novembre 1826 sous la direction de Capitanio. Peu de temps après, il manquait déjà de personnel soignant pour s'occuper des malades. Les deux femmes remédièrent à cette situation en fondant une congrégation, les Suore di Carità (Sœurs de la Charité).
Le 21 novembre 1832, les deux femmes prononcèrent leurs vœux religieux et Caterina prit le nom de Vincenza. Bartholomée Capitanio devint la première abbesse de la communauté religieuse, qui se concentrait sur les soins aux malades et l'éducation des jeunes filles pauvres. Après sa mort le 26 juillet 1833, sœur Vincenza prit la direction de la communauté monastique. La reconnaissance pontificale de l'ordre eut lieu en 1841.
Sœur Vincenza Gerosa mourut le 28 juin 1847 ; à cette date, la congrégation comptait déjà 24 établissements. Elle connut une forte croissance ; cent ans après sa naissance, elle portait plus de 1150 œuvres caritatives en Amérique, en Inde et en Transjordanie.

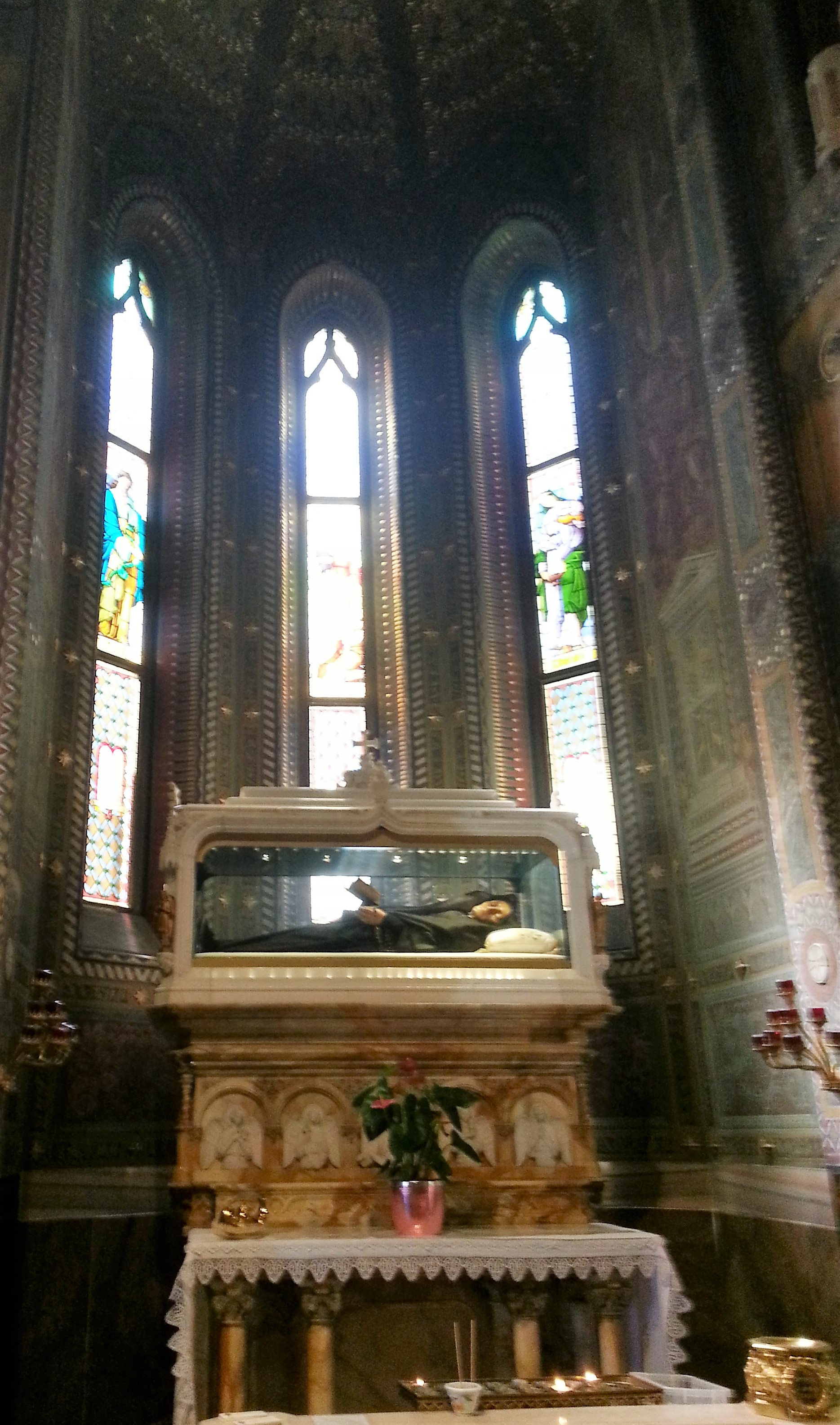
Sépulture de sainte Vincenza Gerosa à Lovere.

## Reconnaissance
La béatification de Vincenza Gerosa a lieu le 30 mai 1926, par Pie XI.
Le pape Pie XII l'a proclamée sainte le 28 mai 1950, le même jour que Bartolomée Capitanio.
Sa fête est célébrée chaque 28 juin.
Dans les locaux de la Casa Gaia à Lovere, le premier siège de l'Institut, où les deux saintes avaient vécu et étaient mortes, une chapelle a été construite et inaugurée en 1835. Connue également sous le nom de "chapelle des origines", elle a accueilli la dépouille de sainte Capitanio en 1843 et celle de sainte Gerosa en 1858. À la place de cette petite chapelle d'origine, en 1926, à la suite de la béatification des fondatrices de l'ordre, les sœurs ont décidé de construire une nouvelle chapelle à côté du couvent. Le 1er juillet 1931, la première pierre du nouveau bâtiment a été posée, conçu par l'architecte Spirito Maria Chiappetta (it), dans un style néo-médiéval ; la consécration a eu lieu le 1er octobre 1938 avec la dédicace au Christ-Roi en l'honneur des fondatrices.